# 余英 (明朝)
余英（1433年—？），字邦毓，浙江衢州府西安縣人，明朝政治人物。進士出身。

## 生平
浙江鄉試第五十四名。成化二年（1466年）丙戌科會試第二百七十一名，殿試登進士第三甲第一百八十八名。

## 家族
曾祖余彥廣。祖父余周保。父亲余克禮。.